# Groß Daguthelen
Groß Daguthelen, 1938 bis 1945: Streuhöfen, litauisch Dagutėliai, ist ein verlassener Ort im Rajon Krasnosnamensk der russischen Oblast Kaliningrad. Der südliche Teil des ehemaligen Gemeindegebietes von Groß Daguthelen/Streuhöfen gehört zum Rajon Nesterow.
Die Ortsstelle befindet sich zweieinhalb Kilometer südwestlich von Tretjakowo (Sodargen). Das ehemalige Gemeindegebiet von Groß Daguthelen/Streuhöfen wird im Norden durch den kleinen Fluss Brodowka (dt. Breduppe) und im Süden durch den kleinen Fluss Tumannaja (dt. Rauschwe) begrenzt.

## Geschichte

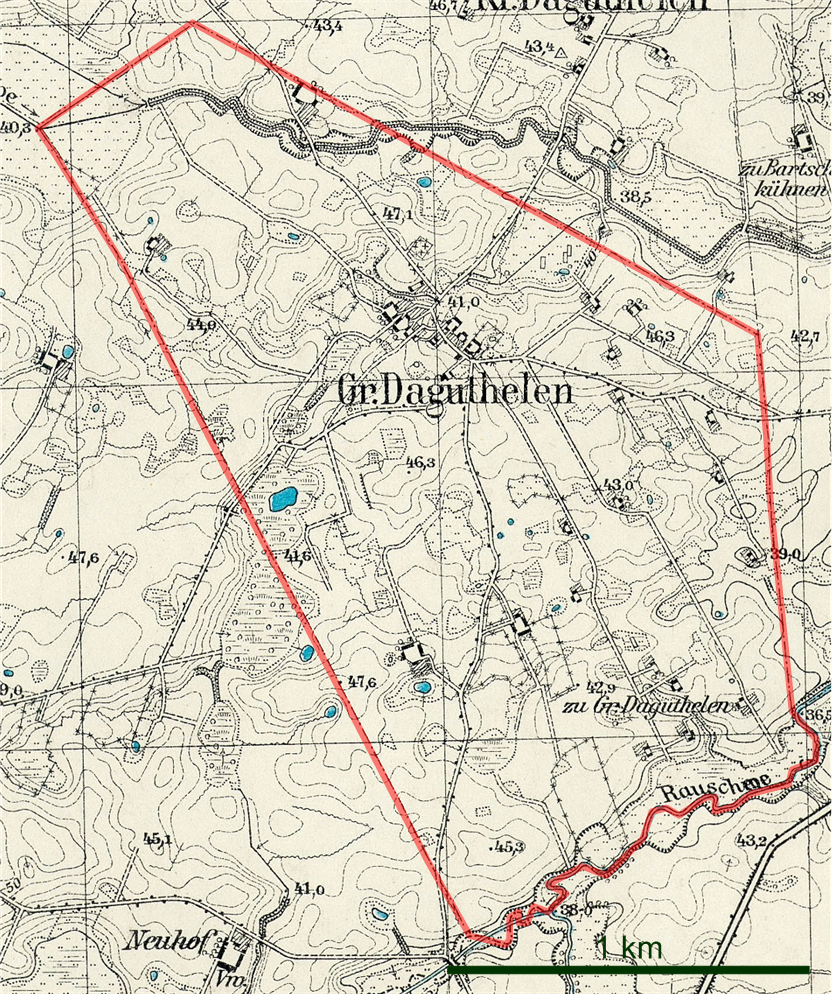
Die Landgemeinde Groß Daguthelen auf einem Messtischblatt von 1931

Dagut(t)helen wurde 1517 erstmals erwähnt. Um 1780 war Groß Daguthelen ein königliches Bauerndorf. 1874 wurde die Landgemeinde Groß Daguthelen in den neu gebildeten Amtsbezirk Warningken im Kreis Pillkallen eingegliedert. 1938 wurde Groß Daguthelen in Streuhöfen umbenannt. 1945 kam der Ort in Folge des Zweiten Weltkrieges mit dem nördlichen Ostpreußen zur Sowjetunion. Einen russischen Namen erhielt er nicht mehr.

### Einwohnerentwicklung
| Jahr | Einwohner |
| ---- | --------- |
| 1867 | 178       |
| 1871 | 168       |
| 1885 | 192       |
| 1905 | 168       |
| 1910 | 170       |
| 1933 | 148       |
| 1939 | 140       |

## Kirche
Groß Daguthelen gehörte zunächst zum evangelischen Kirchspiel Willuhnen und seit der Errichtung der dortigen Kirche 1895 dann zum evangelischen Kirchspiel Groß Warningken.